# Astrid Huitfeldt
Astrid Scharning Huitfeldt (* 1977) ist eine norwegische Politikerin der Arbeiderpartiet (Ap). Seit Oktober 2021 ist sie Staatssekretärin.

## Leben
Huitfeldt wuchs in Jessheim auf und ist die jüngere Schwester der Politikerin Anniken Huitfeldt. Bis 1996 besuchte sie die weiterführende Schule in Jessheim. Währenddessen engagierte sie sich auch in der Arbeiderpartiet-Parteijugend Arbeidernes Ungdomsfylking (AUF). So gehörte sie ab 1994 dem AUF-Vorstand in Akershus an. Von 1998 bis 1999 stand sie der AUF in Akershus vor. In der Zeit von 2001 bis 2002 arbeitete sie als politische Beraterin bei der International Union of Socialist Youth (IUSY). Im Jahr zog sie in das Fylkesting von Akershus ein. Dort fungierte sie zwischen 2005 und 2007 als Fraktionsvorsitzende der Arbeiderpartiet-Fraktion im Fylkesting. Im Jahr 2006 schloss sie ein Geschichtsstudium an der Universität Oslo ab. Ab 2007 arbeitete sie als Beraterin für die JKL Group, im Jahr 2010 begann sie für die Norsk Luftambulanse zu arbeiten.
Im Oktober 2011 wurde Huitfeldt politische Referentin im Utenriksdepartementet unter Minister Jonas Gahr Støre in der Regierung Stoltenberg II. Im September 2012 wechselte sie ins Gesundheits- und Pflegeministerium, als Støre im Zuge einer Kabinettsumbildung neuer Gesundheitsminister wurde. Ihre Zeit als politische Referentin endete mit dem Abtritt der Regierung von Jens Stoltenberg am 16. Oktober 2013. Im Jahr 2014 arbeitete sie für die Umweltstiftung ZERO. Im selben Jahr begann Huitfeldt für die Fraktion der Arbeiderpartiet im Nationalparlament Storting zu arbeiten. Sie hatte dabei die Position als Beraterin und Stabschefin inne.
Am 14. Oktober 2021 wurde Huitfeldt unter Ministerpräsident Jonas Gahr Støre neue Staatssekretärin im Amt des Ministerpräsidenten, dem Statsministerens kontor. Am 4. Februar 2025 wechselte sie ins Finanzministerium, wo sie Staatssekretärin unter Finanzminister Jens Stoltenberg wurde.